# KrAZ-5401
KrAZ-5401 – ukraiński samochód ciężarowy o ładowności 5-13 t, zbudowany w układzie dwuosiowym 4x2, zaprojektowany przez przedsiębiorstwo KrAZ w 2013 roku.